# The Fly (canción de U2)
«The Fly» es una canción de U2 perteneciente a su disco Achtung Baby, lanzado el 21 de octubre de 1991 como su primer sencillo. Fue descrita por el mismo The Edge como "divertida". [cita requerida]
El tema tocado por la canción es acerca de la veracidad de los medios de información, en especial la de la televisión (por eso la cita "watch more TV" aparece en el video), en una época en que se suscitaba la Guerra del Golfo.
El video musical fue dirigido por Jon Klein y Ritchie Smyth. Algunas partes fueron rodados en Dublín a mediados de septiembre de 1991 y el resto, unas semanas después en Londres.

## En directo
La canción fue tocada en directo por el grupo durante todo el Zoo TV Tour de 1992-93, siempre en segundo lugar después de Zoo Station. Su puesta en escena era impactante, con las enormes pantallas del escenario lanzando mensajes subliminales constantemente. Volvería al repertorio 8 años después en algunos conciertos del Elevation Tour de 2001. En el Vertigo Tour de 2005-06 se tocó en conjunto con Zoo Station en lo que fue un "homenaje" al Zoo TV, que incluía de nuevo los mensajes subliminales por la pantalla. Después se tocó unos pocos conciertos del 360° Tour al final de la gira en 2011 y, también esporádicamente, en algunos conciertos del Experience + Innocence Tour de 2018.

## Lista de canciones
"The Lounge Fly Mix" fue incluido únicamente en las ediciones en vinilo de 12" y sencillo en CD.

| N.º | Título                                                    | Escritor(es)    | Productor     | Duración |  |
| 1.  | «The Fly»                                                 | U2              | Daniel Lanois | 4:29     |  |
| 2.  | «Alex Descends into Hell for a Bottle of Milk"/"Korova 1» | Bono y The Edge | Paul Barrett  | 3:37     |  |
| 3.  | «The Lounge Fly Mix»                                      | U2              | Daniel Lanois | 6:28     |  |

## Personal
- Bono - voz
- The Edge - guitarra eléctrica, sintetizador
- Adam Clayton - bajo eléctrico
- Larry Mullen Jr. - batería, percusión

## Posicionamiento en listas
| Lista (1991)                             | Mejor posición |
| ---------------------------------------- | -------------- |
| Alemania (Offizielle Deutsche Charts)    | 5              |
| Australia (ARIA)                         | 1              |
| Austria (Ö3 Austria Top 40)              | 5              |
| Bélgica (Flandes) (Ultratop 50)          | 9              |
| Canadá (RPM Top Singles)                 | 16             |
| España (AFYVE)                           | 1              |
| Estados Unidos (Billboard Hot 100)       | 61             |
| Estados Unidos (Modern Rock Tracks)      | 1              |
| Estados Unidos (Mainstream Rock Tracks)  | 2              |
| Estados Unidos (Hot Dance Singles Sales) | 44             |
| Finlandia (Suomen virallinen lista)      | 2              |
| Francia (SNEP)                           | 6              |
| Irlanda (IRMA)                           | 1              |
| Italia (FIMI)                            | 1              |
| Noruega (VG-lista)                       | 1              |
| Nueva Zelanda (Recorded Music NZ)        | 1              |
| Países Bajos (Dutch Top 40)              | 4              |
| Reino Unido (UK Singles Chart)           | 1              |
| Suecia (Sverigetopplistan)               | 3              |
| Suiza (Schweizer Hitparade)              | 3              |

### Sucesión en listas
| Anterior: «Always Look on the Bright Side of Life» de Monty Python | Irish Singles Chart — Sencillo Nro 1 24 de octubre de 1991 — 14 de noviembre de 1991  | Siguiente: «Zigzagging» de Zig and Zag              |
| Anterior: «(Everything I Do) I Do It for You» de Bryan Adams       | UK Singles Chart — Sencillo Nro 1 27 de octubre de 1991 — 2 de noviembre de 1991      | Siguiente: «Dizzy» de Vic Reeves & The Wonder Stuff |
| Anterior: «Give It Away» de Red Hot Chili Peppers                  | Modern Rock Tracks — Sencillo Nro 1 <9 de noviembre de 1991 — 23 de noviembre de 1991 | Siguiente: «Smells Like Teen Spirit» de Nirvana     |